# Phragmocauma kolowratiae
Phragmocauma kolowratiae är en svampart som beskrevs av Syd. & P. Syd. 1917. Phragmocauma kolowratiae ingår i släktet Phragmocauma och familjen Phyllachoraceae.   Inga underarter finns listade i Catalogue of Life.